# Ameiva polops
Ameiva polops е вид влечуго от семейство Teiidae. Видът е критично застрашен от изчезване.

## Разпространение
Разпространен е в Американски Вирджински острови.